# Almoines
Almoines (en valencien et en castillan) est une commune d'Espagne de la province de Valence dans la Communauté valencienne. Elle est située dans la comarque de la Safor et dans la zone à prédominance linguistique valencienne.

## Géographie

Localisation d'Almoines
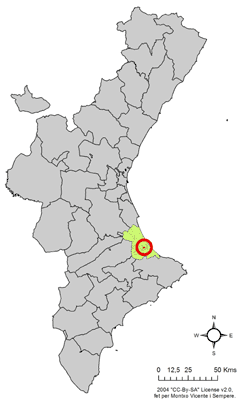
dans la Communauté valencienne.
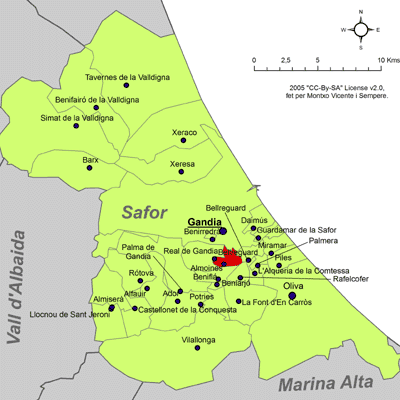
dans la comarque de la Safor.

Situé sur la route reliant Gandia à Villalonga, Almoines a un territoire pratiquement plat, ne dépassant guère la trentaine de mètres au-dessus du niveau de la mer. Ce territoire, bordé par le Serpis qui le délimite à l'ouest avec le territoire municipal de Real de Gandía, est traversé par l'autoroute de la Méditerranée (AP-7).

### Quartiers
- l'Antigor
- Antigoreta
- Barraques
- Sorella (Rafelsinar ou Rafelsineu, dans les documents anciens, désignait une partie de ce quartier)
- Rafalet

### Localités limitrophes
Le territoire communal d'Almoines jouxte ceux de : Bellreguard, Beniarjó, Gandia, Rafelcofer et Real de Gandía, tous dans la comarque de la Safor.

### Climat
Le climat est méditerranéen, avec prédominance des vents du Sud-Est en hiver et du Nord-Ouest en été.

## Histoire
Un pierre tombale découverte en 1868, exposée au Musée national d'Archéologie de Madrid et des fragments de céramique retrouvés sur le territoire d'Almoines attestent d'une occupation romaine sous l'Antiquité. L'origine du toponyme pourrait en résulter et dériver du mot « aumône » (« elemosina » en latin). Pour autant, il est plus probable que l'actuel village soit d'origine arabe et non romaine. Almoines pourrait ainsi dériver du mot « jardin » (« al munia » en arabe). On a ainsi retrouvé en 2002 à Benieto, ancien hameau dépendant d'Almoines, une importante nécropole maure.
Ce que l'on sait avec certitude, c'est qu'acheté en 1418 par l'évêché de Valence à Ortoneda et Quintavall, Almoines entrera ensuite dans les possessions des seigneurs d'Íxer, avant d'être cédé par Pedro d'Íxer, le 22 décembre 1500, à María Enríquez, régente du Duché de Gandia.
En 1574, Almoines, jusque-là annexe de la paroisse de Beniarjó, est érigé en paroisse indépendante par l'archevêque de Valence, saint Juan de Ribera. Placée sous le vocable de saint Jacques Apôtre, elle compte alors comme annexes les hameaux de Morera et Benieto, aujourd'hui lieux-dits dépeuplés relevant du territoire municipal de Gandia.
Après l'expulsion des Morisques d'Espagne en 1609, une charte de peuplement est octroyée le 24 mai 1611 dans des conditions similaires au reste du duché. La population d'Almoines était passée de 120 familles anciennes musulmanes, soit environ 540 habitants, à 5 familles anciennes chrétiennes. Il faudra attendre les années 1800 pour qu'Almoines retrouve un niveau de population comparable. Ses nouveaux habitants, originaires de plus de 15 lieux différents, venaient principalement de Calp et Gandia.
L'expulsion des Morisques et la concurrence toujours plus forte du sucre produit dans les colonies américaines eurent raison de la culture de canne à sucre dans le comarque de la Safor au XVIIe siècle. Le moulin sucrier d'Almoines ou Trapig, fut abandonné. L'économie se tourna alors vers la culture des agrumes possible grâce à l'irrigation des terres depuis le Serpis.
Almoines ne s'industrialisa qu'en 1848, avec l'arrivée d'un industriel nîmois, Henri Lombard Gaujoux, qui y installa une importante filature de soie donnant du travail à une nombreuse main d'œuvre, surtout féminine, d'Almoines et des villages alentour et favorisant la culture du mûriers. L'arrivée du train Alcoy Gandia en 1893 avec la construction d'une gare à Almoines favorisa également considérablement le développement des communications. À signaler, au début du XXe siècle, une émigration d'ouvrières qualifiées, accompagnées de leur famille, vers la France, notamment à Laroque, pour compléter la main-d'œuvre française dans les filatures de soie.
La ligne de chemin de fer a été fermée en 1969 et l'usine, dont l'activité s'était fortement réduite, a définitivement fermé ses portes dans les années 1990.

## Démographie
| 1990  | 1992  | 1994  | 1996  | 1998  | 2000  | 2002  | 2004  | 2005  | 2007  | 2009  | 2010  |
| ----- | ----- | ----- | ----- | ----- | ----- | ----- | ----- | ----- | ----- | ----- | ----- |
| 1 941 | 1 863 | 1 838 | 1 759 | 1 725 | 1 675 | 1 677 | 1 668 | 1 716 | 2 086 | 2 395 | 2 451 |

## Administration
Antonio Olaso Camarena, du Parti Populaire, est l'actuel premier magistrat d'Almoines.
| Mandat    | Maire                                     | Parti Politique |
| --------- | ----------------------------------------- | --------------- |
| 1979-1983 | Joaquín Canet García                      | AI              |
| 1983–1987 | Joaquín Canet García                      | AI              |
| 1987–1991 | José María Martín Soler                   | UPV             |
| 1991–1995 | Salvador Boix Llopis                      | PP              |
| 1995–1999 | Salvador Boix Llopis                      | PP              |
| 1999–2003 | Antonio Olaso Camarena                    | PP              |
| 2003–2007 | Javier Sabater Marco Vicente Ribes Albert | PSPV-PSOE BLOC  |
| 2007–2011 | Vicente Ribes Albert                      | BLOC            |
| 2011–     | Antonio Olaso Camarena                    | PP              |

## Économie

### Agriculture
Almoines fut avec son moulin sucrier un centre de production important de canne à sucre jusqu'à ce que l'expulsion des Morisques et la concurrence des colonies américaines aient raison de cette production au XVIIe siècle. Actuellement, son agriculture repose sur des cultures irriguées, au moyen notamment des eaux du Serpis acheminées par les nombreux canaux d’irrigation de la Communauté de Gandia. La principale richesse du territoire provient actuellement de la culture des orangers, Almoines comptant de nombreuses entreprises dédiées à la commercialisation des agrumes.

### Industrie
En 1848, Henri Lombard Gaujoux, un industriel français, originaire de Nîmes, installe une filature de soie à Almoines. Les environs se couvrent alors de mûriers. Cinquante ans plus tard, trois de ses fils créent la société Lombard Frères, laquelle fonde une banque, consommant ainsi la rupture avec les origines de la famille et achète ou reprend d'autres centres de production textiles profitant de la crise généralisée qui frappe alors le secteur. L'entreprise reste prospère jusqu'à la crise financière de 1929. La mécanisation se développe avec le passage des fils de soie aux fils artificiels. Entre 1950 et 1973, l'usine compte jusqu'à 500 ouvriers, majoritairement des femmes qui viennent de Real de Gandía, Beniarjó ou Rafelcofer. La diminution de la production est progressive ce qui permet une reconversion de l'économie de la zone. En 1976, la production de textiles en soie est abandonnée et l'usine ferme définitivement dans les années 1990.
Dans ce contexte, l'arrivée en 1893 du train Alcoy Gandia, en fonctionnement jusqu'en 1969, aura permis une très importante amélioration des moyens de communication.

## Patrimoine

### Monuments
- l'église paroissiale Saint-Jacques-Apôtre (Església de Sant Jaume Apòstol en valencien), de style néo-classique, bâtie au XIXe siècle sur un édifice antérieur. Des travaux de rénovation en 1974 ont permis de mettre au jour d'anciennes céramiques des XVIe et XVIIe siècles, dont plusieurs représentant des poissons, aujourd'hui exposées, pour partie à l'Hôtel de Ville (Ajuntament en valencien) et pour autre, au Musée Archéologique de Gandia.
- la vieille ville autour de la Grande Place (Plaça Major en valencien), architecture typique de la comarque.
- les restes de l'ancienne muraille, visibles dans le jardin d'une propriété privée.
- les vestiges de l'ancien moulin sucrier (l’antic Trapig ou Molí de sucre en valencien), qui était situé aux numéros 36 et suivants de la rue Ecce Homo et dont il ne reste plus qu'un arc datant de l'époque morisque.
- l'ermitage de Saint-Vincent-Ferrer (Ermita de Sant Vicent Ferrer en valencien), situé dans l'ancien hameau de Benieto aujourd'hui rattaché au territoire municipal de Gandia.
- l'ancien Mas du Trinquet (l'antiga Alqueria del Trinquet en valencien), propriété privée en très mauvais état, de style baroque, édifié au XVIIe siècle.
- l'ancienne filature de soie Lombard (Fàbrica de seda Lombard en valencien), architecture industrielle du XIXe siècle.
- le Musée Gare du petit Train d'Alcoy (Museu Estació Trenet d’Alcoi en valencien), inauguré en 2004.

À signaler également, la route des Monastères de Valence qui passe par Almoines.

### Fêtes
- Saint Antoine du Porquet (Sant Antoni del Porquet en valencien) : la première fête de l'année, aux alentours du 17 janvier, précédée la veille par une fête populaire, avec le lendemain bénédiction des animaux, distribution du pain bénit, repas pris en commun et animations, dont le traditionnel mât de cocagne.
- Carnaval : en février, les enfants défilent déguisés dans les rues du village avec de nombreuses fêtes dans les cours des écoles.
- Fallas : également fête scolaire, les enfants construisent dans la cour des écoles des statues ou autres sujets, qu'ils brûlent ensuite.
- Sacré Cœur de Jésus : le troisième dimanche de juin, précédée la veille par de la musique et une fête populaire, avec le lendemain messe, procession, animations et feux d'artifice.
- Nuit de la Saint-Jean : autre fête du mois de juin, dans la nuit du 23 au 24. La municipalité collecte à cette occasion auprès des habitants tout ce qui peut se brûler et l'amoncelle sur la Grande Place pour finalement y mettre le feu. Elle offre le repas, pris en commun autour du bûcher. Les participants sautent ensuite par-dessus les dernières braises avant de jeter de l'eau sur le feu pour l'éteindre, tout en s'arrosant les uns les autres copieusement.
- Fêtes patronales : en septembre ont lieu les fêtes patronales dédiées :
  - au Christ de l'Espérance (fêtes des hommes) ;
  - à Ecce Homo (fête du quartier du Château) ;
  - à l'Aurore (fête des jeunes).

Depuis la célébration du quatrième centenaire de la fondation de la paroisse, en 1974, il est d’usage de célébrer les anciennes fêtes en même temps que les fêtes patronales : la fête du Perpétuel secours, la Saint Vincent Ferrer, les Saints de la Pierre ou les Filles de Marie.

### Sources et bibliographie
- J. Sanchis Costa y F. Gil Pericás, Rasgos históricos de Almoines, Ayuntamiento de Almoines, 1987.